# Frederic Franklin
Frederic Franklin (13 de junio de 1914 - 4 de  mayo de 2013), también llamado "Freddie", era una bailarín de ballet y director británico-estadounidense.

## Biografía
Nacido en Liverpool, Inglaterra, Frederic Franklin dijo que al ver a Peter Pan, su único pensamiento era ir al escenario. Comenzó su carrera en 1931 en el Casino de París, con Joséphine Baker. Fue cofundador de la Slavenska-Franklin Ballet, fue codirector del Ballet de Washington, y fue cofundador y director artístico del Ballet Nacional de Washington D. C. Continuó trabajando con compañías de ballet como el American Ballet Theatre, Chicago Ballet y Cincinnati Ballet.
Frederic Franklin y Alexandra Danílova crearon una de las asociaciones de ballet legendarias del siglo XX. Entre otras bailarinas se asoció a Alicia Markova, Irina Baronova, Agnes de Mille, Ruthanna Boris, Yvette Chauviré, Moira Shearer, Rosella Hightower, Maria Tallchief, Tamara Tumánova y Alicia Alonso. Él trabajó con coreógrafos como Michel Fokine, Léonide Massine, Bronislava Nijinska, Frederick Ashton, George Balanchine, Agnes de Mille, Ruth Page y Valerie Bettis.
El 16 de noviembre de 2004, fue creado un Comandante de la Orden del Imperio Británico. En sus 90 años, Franklin continuó actuando con el American Ballet Theater, apareciendo en papeles como el fraile en Romeo y Julieta, Madge en La sílfide, y el tutor del príncipe en El lago de los cisnes.
Franklin fue Director Emérito del Cincinnati Ballet. En 2011, Franklin fue incluido en el Museo Nacional de la Danza Mr. & Mrs. Cornelius Vanderbilt Whitney Hall of Fame.
Franklin sucumbió a las complicaciones de la neumonía en la ciudad de Nueva York en el Centro Médico Weill Cornell, el 4 de mayo de 2013. Tenía 98 años.